# Anton A. Bucher

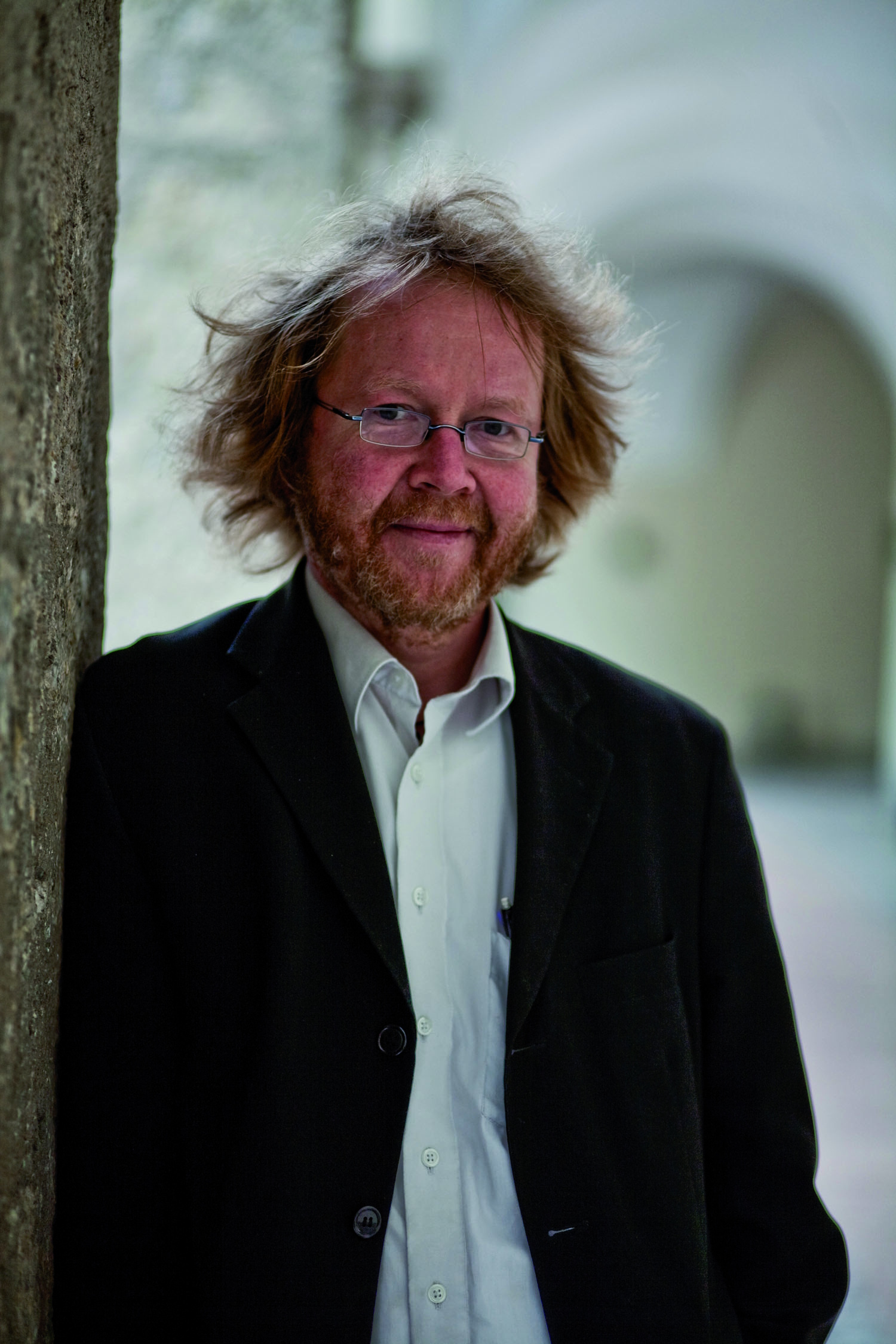
Porträt von Anton Bucher

Anton A. Bucher (* 21. September 1960 in Altbüron) ist ein Schweizer römisch-katholischer Theologe, Pädagoge und Buchautor. Er lehrt Praktische Theologie an der  Universität Salzburg.
Sein Arbeitsschwerpunkt liegt in der wissenschaftlichen Erforschung der Psychologie von Spiritualität und Religiosität. Seine zentralen Forschungsfragen lauten: Wie lernen Menschen heute glauben? Was glauben Menschen heute?

## Leben
Nach der Matura 1980 und der Rekrutenschule studierte Anton Bucher von 1981 bis 1986 Theologie und Pädagogik an der Universität Freiburg (Fribourg, Schweiz), u. a. bei Christoph Schönborn. 1986/87 arbeitete er als Forschungsassistent am Pädagogischen Institut der Universität Freiburg. Von 1987 bis 1990 war er akademischer Mitarbeiter am Seminar für Religionspädagogik der Universität Mainz, wo er 1990 auch promoviert und für Religionspädagogik habilitiert wurde. Von 1990 bis 1993 leitete er teilzeitig die Bildungsstelle für Religions- und Bibelunterricht des Kantons Luzern, parallel dazu war er Forschungsassistent an der Universität Freiburg. Seit 1993 ist Bucher ordentlicher Professor für Religionspädagogik an der Universität Salzburg. 2000 habilitierte er sich an der Universität Freiburg zusätzlich in Erziehungswissenschaft. Von 2004 bis 2006 war er Dekan der Katholisch-Theologischen Fakultät der Universität Salzburg.
Bucher ist seit 1981 verheiratet und hat sechs Kinder.

## Werke (Auswahl)
- Die dunkle Seite der Kirche. Galila Verlag, Etsdorf 2010, ISBN 978-3-902533-55-5.
- Psychologie des Glücks: Ein Handbuch. Beltz, Weinheim/Basel 2009, ISBN 978-3-621-27653-5.
- Religionsunterricht zwischen Lernfach und Lebenshilfe: Eine empirische Untersuchung zum katholischen Religionsunterricht in der Bundesrepublik Deutschland. Mit einem Geleitwort von Karl Lehmann. 3. Auflage. Kohlhammer, Stuttgart/Berlin/Köln 2001, ISBN 3-17-017251-4.
- Was Kinder glücklich macht. Historische, psychologische und empirische Annäherungen an Kindheitsglück. Juventa Verlag, Weinheim/München 2001, ISBN 978-3-7799-0224-9
- Braucht Mutter Kirche brave Kinder. Kösel Verlag 1997, ISBN 978-3-466-36478-7.
- Psychologie der Spiritualität: Handbuch. Verlag: Beltz Psychologie Verlags Union; Auflage: 1, Februar 2007 ISBN 3-621-27615-7.
- "Wurzeln und Flügel – Wie spirituelle Erziehung für das Leben stärkt", Patmos Verlag, ISBN 978-3-491-72517-1